# Górzyno
Górzyno (deutsch Gohren; kaschubisch Górzëno, slowinz. Gʉ̀ɵ̯řänɵ) ist ein Dorf im Powiat Słupski (Stolper Kreis) der polnischen Woiwodschaft Pommern. 

## Geographische Lage
Die Ortschaft liegt in Hinterpommern, etwa 18 Kilometer westlich der Stadt Lauenburg i. Pom. (Lębork) und zweiunddreißig Kilometer ostnordöstlich von Stolp.

## Geschichte

Gohren, südlich des Lebasees an der Ostsee und westlich der Stadt Lauenburg in Hinterpommern, auf einer Landkarte von 1910.

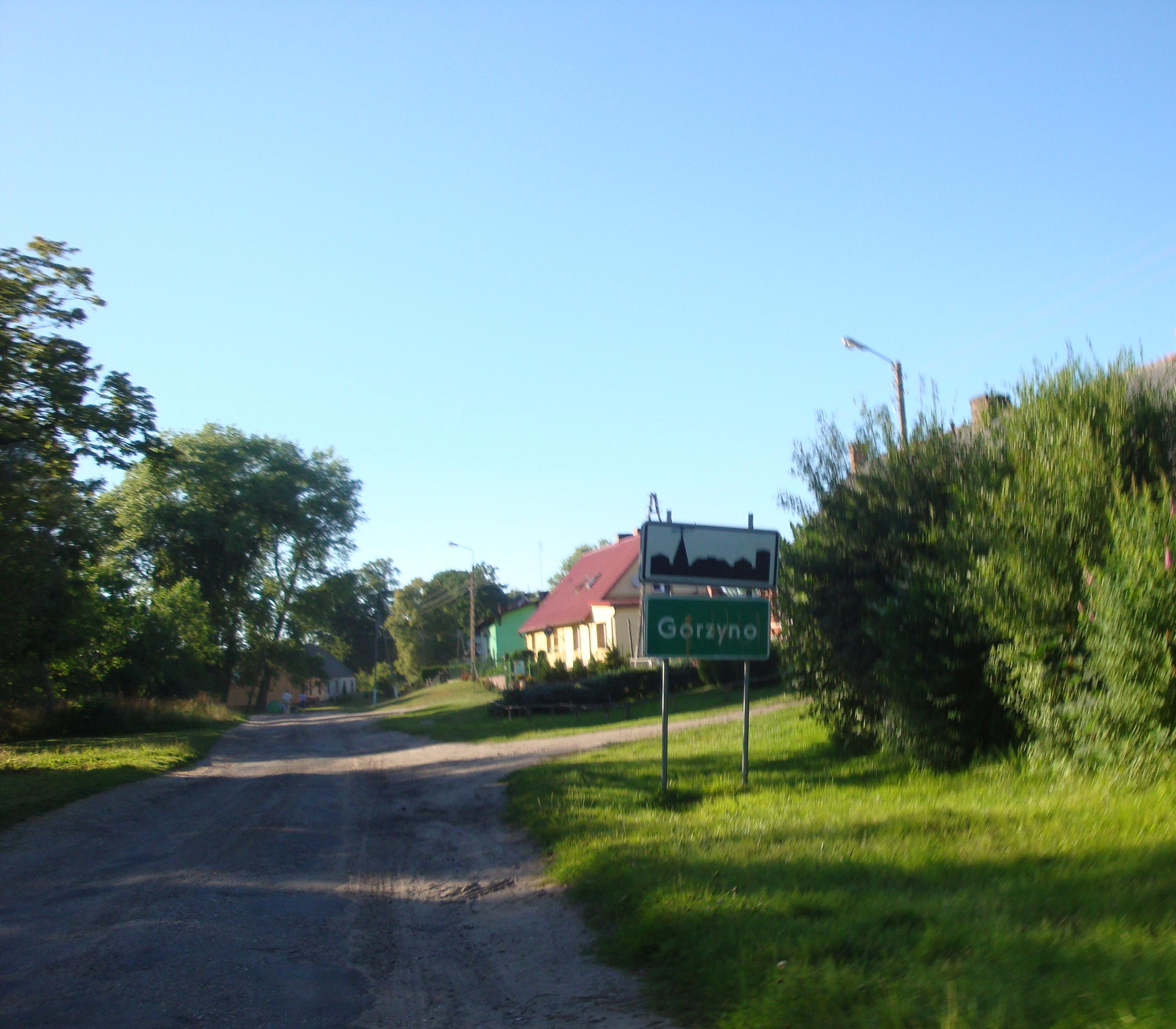
Dorfeingang (2010)

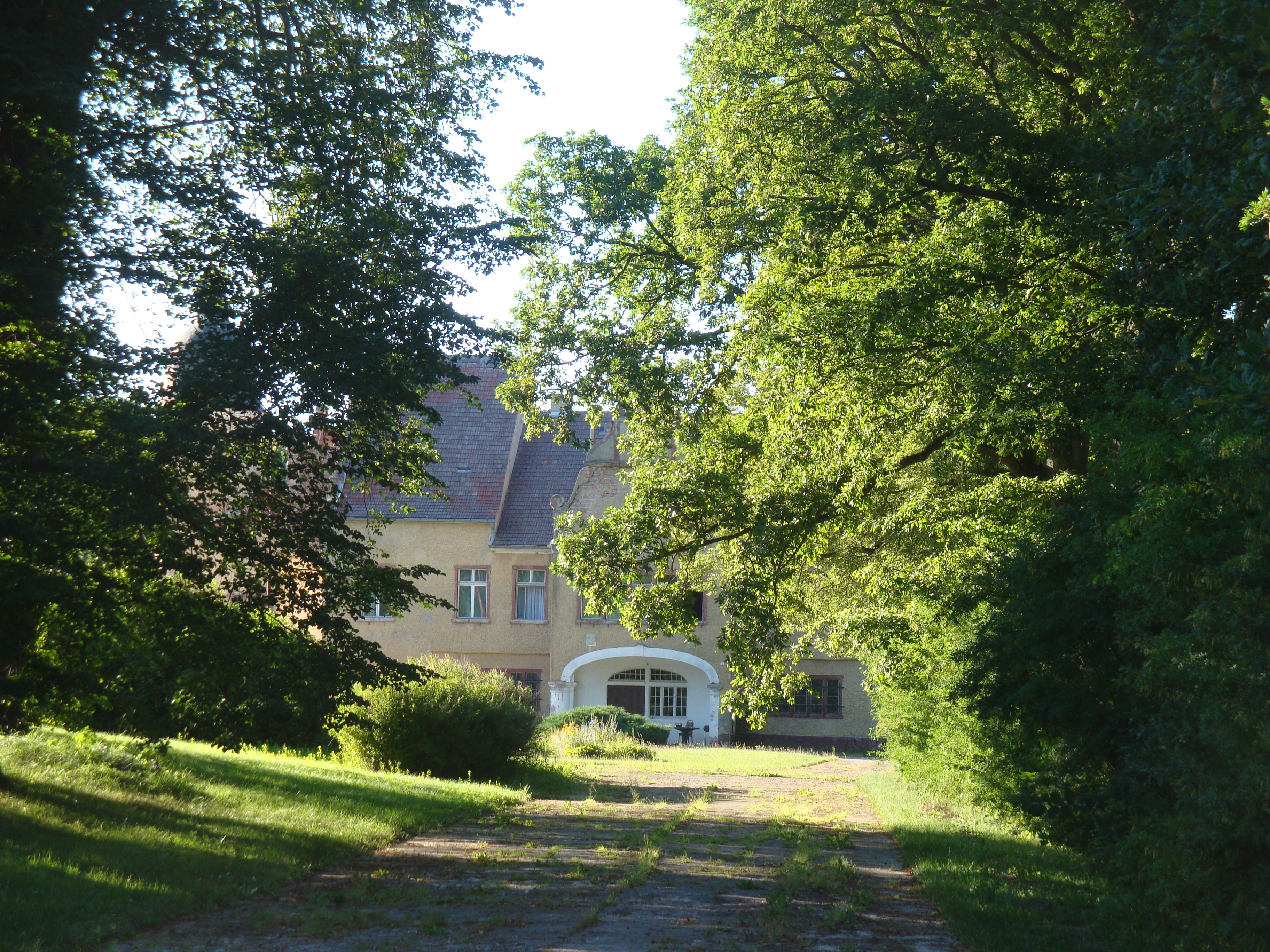
Ehemaliges Gutshaus Gohren (2010)

Das Rittergut Gohren war ehemals ein altes Lehen der Familie Stojentin. Es wurde 1684 von dem damaligen Hauptmann, späteren Generalleutnant Georg Boguslav von Wobeser († 1722), der mit Clara Erdmuthe von Stojentin verheiratet war, gegen Alt Gutzmerow und Neu Gutzmerow eingetauscht. Georg Boguslav von Wobeser erbaute sich in Gohren ein schönes, massives Wohnhaus. Gohren wurde dann ein Lehen der Familie Wobeser. Nächster Besitzer war der Sohn von Georg Boguslav von Wobeser, der Küstriner Kammerpräsident Peter Heinrich von Wobeser († 1753), der auch seinen Wohnsitz auf Gohren nahm. Um 1784 gab es in Gohren ein Vorwerk, eine Wassermühle, zehn Bauern, sieben Kossäten, eine Schmiede, einen Schulmeister, auf der Feldmark das Vorwerk Mohrhof, das auch Gohrensches Vorwerk genannt wurde, sechs neu angesiedelte Büdnerfamilien, die Holzwärterei Wusette und insgesamt 32 Haushaltungen. Um 1800 wurde in dem Dorf kaum noch Kaschubisch gesprochen. Der Gutsbetrieb blieb bis 1837/39 im Besitz der Familie Wobeser. Dann wurde das Gut von Nikolaus von Below erworben und blieb anschließend bis 1945 im Besitz der Familie Below. Nach dem bekannten Politiker Nikolaus von Below, der 1919 in Gohren starb, übernahm Rüdiger von Below das Gut und 1923 Wedig von Below, der als Herrenreiter bekannt wurde.
Das südlich von Gohren gelegene Vorwerk Hermannshöhe wurde 1912/1913 durch die Pommersche Landgesellschaft aufgesiedelt. Es blieb zunächst Bestandteil des Gutsbezirks Gohren und wurde erst mit der Auflösung des Gutsbezirks eine selbständige Gemeinde.
Am 1. April 1927 hatte das Gut Gohren eine Flächengröße von 782 Hektar, und am 16. Juni 1925 hatte der Gutsbezirk 236 Einwohner. Am 30. September 1928 wurde der Gutsbezirk Gohren in die Landgemeinde Gohren eingegliedert.
Anfang der 1930er Jahre hatte die Landgemeinde Gohren eine Flächengröße von 12,7 km². Innerhalb der Gemeindegrenzen standen insgesamt 67 bewohnte Wohnhäuser an sechs verschiedenen Wohnstätten:
1. Gohren
2. Gohrener Mühle I
3. Gohrener Mühle II
4. Grünhagen
5. Grünhof
6. Klein Horst

1939 wurden insgesamt 131 Haushaltungen und 553 Einwohner gezählt. 
Vor 1945 gehörte die Gemeinde Gohren zum Landkreis Stolp, Regierungsbezirk Köslin, der preußischen Provinz Pommern des Deutschen Reichs; sie war dem Amtsbezirk Stojentin zugeordnet.
Gegen Ende des Zweiten Weltkriegs wurde Gohren am 9. März 1945 von der Roten Armee besetzt. Nach Beendigung der Kampfhandlungen wurde die Region zusammen mit ganz Hinterpommern seitens der sowjetischen Besatzungsmacht der Volksrepublik Polen zur Verwaltung überlassen. Im Mai 1945 wurde ein polnischer Bürgermeister eingesetzt. Es folgten ab Juni einzelne Polen, die sich der Bauernhöfe bemächtigten. Das Dorf wurde unter der polonisierten Ortsbezeichnung ‚Górzyno‘ verwaltet. Das Vorwerk behielt vorläufig die Sowjetmacht in Besitz, die im Gasthof Deutsches Haus ein Kriegsgefangenenlager einrichtete. Von 1946 an wurden die Dorfbewohner auf Anordnung der polnischen Verwaltung in Gruppen zu je zwanzig bis dreißig Personen in Richtung Westen vertrieben. 
Nach Kriegsende wurden in der Bundesrepublik Deutschland 208 und in der DDR 167 aus Gohren vertriebene Dorfbewohner ermittelt.
Im Jahr 2008 hatte das Dorf 332 Einwohner.

## Persönlichkeiten
- Nikolaus von Below (1837–1919), Gutsbesitzer, Politiker und Mitglied des Preußischen Herrenhauses, starb in Gohren